# Acqua di bromo

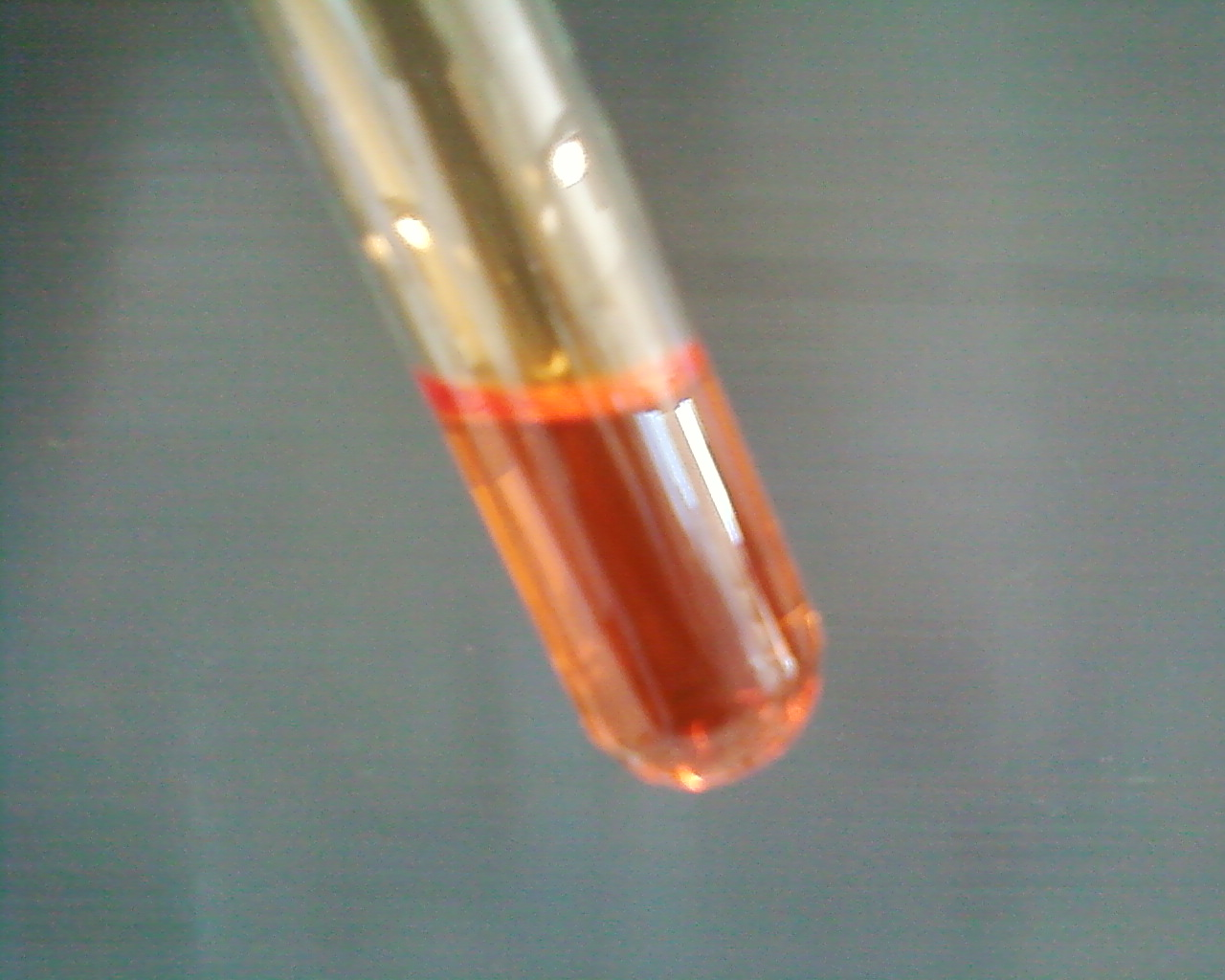
Acqua di bromo contenuta in una provetta da laboratorio.

L'acqua di bromo è una soluzione altamente ossidante di colore giallo intenso-arancione a base di bromo biatomico Br2 al 2.8% disciolto in H2O. Viene spesso impiegata come reattivo nei saggi chimici di riconoscimento per sostanze che reagiscono col bromo in ambiente acquoso col meccanismo dell'alogenazione. I composti più comuni che reagiscono bene con acqua di bromo sono i fenoli, gli alcheni, gli enoli, il gruppo acetile, l'anilina ed il glucosio.